# 9 до н. е.

## Події
- Консули Децим Клавдій Друз та Тит Квінкцій Кріспін
- Паннонія приєднуєтся до Римської Імперії як частина Іллірії.
- Освячення Вівтаря миру.
- Децим Клавдій Друз розгортає кампанію проти Маркоманів але згодом вмирає через падіння з коня.
- Тиберій продовжує підкорювати германські племена

## Народилися
- Лю Цзіцзі — 14-й імператор династії Хань
- Марк Азіній Агріппа — римський політичний діяч початку I століття.
- Косс Корнелий Лентул — римський військовий і політичний діяч, консул.

## Померли
- Децим Клавдій Друз — римський воєначальник, брат імператора Тіберія Клавдія.